# Der Fürst von Pappenheim (1927)
Der Fürst von Pappenheim ist ein deutsches Stummfilmlustspiel aus dem Jahre 1927 von Richard Eichberg mit Curt Bois in der Titelrolle und der Argentinierin Mona Maris als Fürstin auf der Flucht. Der Geschichte liegt die gleichnamige Operette (1922) von Arnold und Bach (Musik: Hugo Hirsch) zugrunde.

## Handlung
Der titelgebende Fürst von Pappenheim ist mitnichten ein Vertreter des Hochadels, sondern heißt nur Fürst, genauer: Egon Fürst, und arbeitet als erster Verkäufer im feinen Berliner Modesalon von Frau Camilla Pappenheim. Eines Tages verirrt sich eine junge Dame dorthin, die sich als Antoinette vorstellt und als Mannequin Mode präsentieren möchte. Was der kleine, schmächtige Egon nicht weiß: Das Fräulein ist wirklich hochadelig und sucht hier lediglich Zuflucht vor einem ungewollten Prinzen, den sie nach Willen des gestrengen Herrn Papa ehelichen soll. Ihr Onkel hat sich bereits im väterlichen Auftrag an Antoinettes Fersen geheftet, um die eigenwillige junge Dame wieder zurückzuholen.
Egon Fürst ist rasch entflammt für die junge Fürstin, die wiederum längst einen Mann liebt, den sie aber nach dem Willen des Familienvorstands nicht heiraten darf. Der Onkel glaubt auch, bald die ihm offenbar nicht sonderlich gut bekannte Nichte in einem anderen Mannequin gefunden zu haben und schleppt diese zurück auf das Stammschloss in Baden-Baden. Wie es der Zufall will, wird genau dort demnächst eine Modevorführung der neuesten Kollektion des Hauses Pappenheim erfolgen. Als dort Egon Fürst und Antoinette mitsamt der Firmenleitung auftauchen, kommt es bald zu einer Reihe von verwirrenden und amüsanten Verwicklungen, bei denen auch Egon Fürst in Frauenkleider schlüpfen muss.

## Produktionsnotizen
Der Fürst von Pappenheim wurde im Juni und Juli 1927 in Neubabelsberg (Studioaufnahmen) und Baden-Baden (Außendrehs) hergestellt und passierte die Zensur am 15. August 1927, versehen mit einem Jugendverbot. Der Film besaß eine Länge von 2306 Metern, verteilt auf sechs Akte. Die Uraufführung fand am 7. September 1927 in Berlins Gloria-Palast statt.
Jacques Rotmil entwarf die Filmbauten, Hugo Hirsch lieferte die musikalischen Motive für die Kinomusik.

## Kritiken
Der Film zeigt exemplarisch, wie sich eine wohlwollende Filmkritik der Weimarer Republik unter der nationalsozialistischen Herrschaft aus rein antisemitischen Erwägungen heraus ins Gegenteil verkehren konnte.
bis 1933
Bei der Uraufführung 1927 reagierten die Kritiker angesichts des munteren Filmspaßes ausgesprochen freundlich. Hans Wollenberg beispielsweise lobte Regisseur Eichberg in der Ausgabe der Lichtbildbühne vom 8. September 1927, dieser beweise im Genre des Filmlustspiels „den absolut sicheren Griff“ und „er hat uns das befreiende Lachen zurückgegeben“. Bois agiere „grotesk und dennoch liebenswürdig“, wie Der Kinematograph befand, und die BZ am Mittag pries, Bois sei von „quecksilbriger Beweglichkeit“. Darüber hinaus ist dort an gleicher Stelle zu lesen: „Er ist ein richtiger Eichberg-Film geworden, ohne besondere Ambition, außer der einen: zu unterhalten. Diese Absicht hat Eichberg wieder einmal voll erreicht. Sein Sinn für gesunden Humor, dem man auch eine gelegentliche Derbheit verzeiht, und sein Gefühl für würzige Pikanterie lassen ihn bald den Kontakt mit dem Publikum finden, das in fröhlicher Laune willig mitgeht.“. Die Vossische Zeitung sah in Bois‘ Humor-Präsentation sogar „echtester Chaplin. Am rührendsten da, wo er seine traurigen Bois-Augen in ein jähes Nichts richtet, am tollsten aber, wenn er, als Mannequin verkleidet, die wilden Zärtlichkeiten seines Verfolgers in süßer Aufgelöstheit erleiden muß“.
nach 1933
Zeigte Oskar Kalbus noch 1935 in der Rückschau auf das deutsche Stummfilmschaffen eine recht wohlwollende Einschätzung und sich dem Rollenspiel Mann-Frau durchaus aufgeschlossen – er schrieb: „Richard Eichberg hat das Motiv der komischen Verkleidung mit Geschicklichkeit für den Lustspielfilm ‘Der Fürst von Pappenheim‘ zu verwenden verstanden“ und „Kurt [sic!] Bois kann sein Talent zur Groteske erfolgreich verwerten und seine Begabung für die Parodie in der Verkleidung verwerten. Das ‘Große Abendkleid‘ mit dem tiefen Rückenausschnitt sitzt ihm ebenso gut wie seiner weiblichen Partnerin.“ – so sollte sich die nationalsozialistische Auffassung zu diesem Thema bereits zwei Jahre später massiv ändern. In der antisemitischen Hetzschrift „Film-‘Kunst‘, Film-Kohn, Film-Korruption“ der Herren Neumann, Belling und Betz wurde vor allem die jüdische Herkunft der Geschmähten herausstellt. Neben dem „Halbjuden“ Reinhold Schünzel wurde dort auch der Jude Bois in Frauenkleidern gezeigt – Rollenfotos aus eben diesem Fürst von Pappenheim-Film – als Beweis für den angeblich dekadenten Humor und den angeblich schädlichen, jüdischen Einfluss auf das deutsche Kulturschaffen in der so genannten „Systemzeit“ (1919–1933). Über den gleichfalls jüdischen Pappenheim-Drehbuchautor Robert Liebmann heißt es in derselben Publikation: „Er schrieb alles, um keinen anderen heranzulassen“.